# Ngô Ý
Ngô Ý (chữ Hán: 吴懿) hay Ngô Nhất (吴壹, ? – 237), tên tự là Tử Viễn (子远), người quận Trần Lưu, Duyện Châu , là tướng lĩnh, ngoại thích nhà Thục Hán thời Tam Quốc trong lịch sử Trung Quốc.

## Thân thế
Vì kiêng húy của Tư Mã Ý nên sử cũ đều chép tên của ông là Nhất.
Ngô Ý mồ côi cha từ nhỏ. Vì cha của Ý là bạn cũ của Lưu Yên, nên Ý đem cả nhà theo Yên vào Thục. Có thầy tướng nói em gái của Ý có tướng đại quý, Yên bèn lấy làm vợ của con trai mình là Mạo. Mạo mất, em gái Ý ở góa. Sau khi Lưu Bị chiếm được Ích Châu, lấy em gái Ý làm phu nhân, tức là Mục hoàng hậu của nhà Thục Hán.

## Cuộc đời và sự nghiệp
Thời Lưu Chương, Ngô Ý được làm Trung lang tướng, đem quân chống lại Lưu Bị ở Phù Thành, ra hàng, được làm Thảo nghịch tướng quân.
Năm Chương Vũ đầu tiên (221), được làm Quan Trung đô đốc.
Năm Kiến Hưng đầu tiên (223), được phong Đô đình hầu .
Năm thứ 6 (228), Ngô Ý theo Gia Cát Lượng ra Kỳ Sơn .
Năm thứ 8 (230), Ngô Ý cùng Ngụy Diên vào địa giới Nam An, phá tướng Ngụy là Phí Dao, được dời phong Đình hầu, rồi tiến phong Cao Dương hương hầu, thăng làm Tả tướng quân .
Năm thứ 9 (231), Ngô Ý trong số các đại thần kiến nghị bãi truất Lý Nghiêm.
Năm thứ 12 (234), Gia Cát Lượng mất, Lưu Thiện lấy Ngô Ý làm Đốc Hán Trung, Xa kỵ tướng quân, giả tiết, lĩnh Ung Châu thứ sử, tiến phong Tế Dương hầu. Năm thứ 15 (237), ông mất, không rõ bao nhiêu tuổi.

## Hậu nhân
Ngô Ý có cháu nội là Ngô Kiều, sống ở Thục dưới thời Thành Hán, mà không chịu khất phục chánh quyền của Lý Hùng .